# 格雷氏異吻象鼻魚
格雷氏異吻象鼻魚，為輻鰭魚綱骨舌魚目象鼻魚科的其中一種。分布於非洲剛果河流域，棲息於水底，具有發電器官，用來偵測獵物，體長可達10.9公分。被IUCN列为次级保育类动物，分布于非洲喀麦隆沙那加河流域，栖息于沙泥底质的急流，背鳍软条24至28；臀鳍软条29至33枚；脊椎骨43至45枚。

## 外部連結
- 格雷氏異吻象鼻魚的圖片